# Coleophora digitella
Coleophora digitella é uma espécie de mariposa do gênero Coleophora pertencente à família Coleophoridae.